# Górno (Święty Krzyż)
Górno is een dorp in het Poolse woiwodschap Święty Krzyż, in het district Kielecki. De plaats maakt deel uit van de gemeente Górno en telt 1500 inwoners.